# 今井 (千葉市)
今井（いまい）は、千葉市中央区の町名である。住居表示整備地区で、現行行政地名は今井一丁目から今井三丁目からなる。郵便番号は260-0834。

## 地理
北は末広、東は南町、南は蘇我、西は川崎町とそれぞれ接している。

### 地価
住宅地の地価は、2017年（平成29年）の公示地価によれば、今井1-4-9の地点で12万6000円/m2となっている

## 歴史

### 地名の由来
台地の根本から湧き出た泉を村人が飲料水に使ったことから今井村、泉水村と名付けられたことに由来する。なお両村は1874年（明治7年）に合併して今井村となっている。

## 世帯数と人口
2017年（平成29年）9月30日現在の世帯数と人口は以下の通りである。
| 丁目       | 世帯数    | 人口    |
| ---------- | --------- | ------- |
| 今井一丁目 | 846世帯   | 1,418人 |
| 今井二丁目 | 761世帯   | 1,225人 |
| 今井三丁目 | 806世帯   | 1,395人 |
| 計         | 2,413世帯 | 4,038人 |

## 小・中学校の学区
全域が千葉市立蘇我小学校および千葉市立蘇我中学校の学区に指定されている。

## 交通

### 鉄道
- JR東日本蘇我駅

### バス
- 小湊バス[9]
  - 千21（千葉駅 - 八幡宿駅西口）
  - 千22（千葉中央駅 - 八幡宿駅西口）
  - 千23（千葉駅 - 浜野）
  - 千24（千葉中央駅 - 浜野）
  - 千25・千27（千葉駅 - 喜多 → ロングウッドステーション）
  - 蘇12・蘇13（蘇我駅西口発着・スポーツ公園循環）

### 道路
- 国道357号（東京湾岸道路） - 町域の西端を通る。
- 千葉県道218号蘇我停車場線